# Prosoplus tenimberensis
Prosoplus tenimberensis är en skalbaggsart som beskrevs av Stefan von Breuning 1965. Prosoplus tenimberensis ingår i släktet Prosoplus och familjen långhorningar. Inga underarter finns listade i Catalogue of Life.